# Marie Provazníková (kazatelka)
Marie Provazníková (roz. Pujmanová, ukrajinsky Марія Провазнік, * 9. dubna 1943 Veselynivka) je evangelická laická kazatelka, osobnost českého krajanského života na Ukrajině.

## Život a kariéra
Narodila se v rodině pobělohorských exulantů. V 15 letech začala pracovat v kolchozu jako dojička. Když byl v roce 1996 ve Veselynivce obnoven Nezávislý český bratrský sbor, ujala se jeho vedení a 23. srpna 1999 ji synodní senior ČCE Pavel Smetana ordinoval ke službě Slova a svátostí. Pravidelně se účastní farářských kursů ČCE.

## Ocenění
Roku 2013 převzala cenu Ministerstva zahraničí ČR Gratias Agit, udělovanou občanům za šíření dobrého jména České republiky v zahraničí.